# Geodena sesseca
Geodena sesseca là một loài bướm đêm trong họ Geometridae.